# Belize Basketball Federation
Der Belizische Basketballverband ist der offizielle Basketballverband in Belize. Er hat seinen Sitz in Belize City.

## Geschichte und Aufgaben
Der Verband ist seit 1973 Mitglied der Fédération Internationale de Basketball (FIBA) und ist damit auch Mitglied der FIBA Amerika. Präsident des Verbandes ist zur Zeit Jacob Leslie. Sein Generalsekretär ist Raul Rosado.
Der Verband ist für die Organisation, Leitung und Entwicklung des Basketballsports in Belize verantwortlich. Der Verband vertritt den Basketballsport gegenüber Behörden sowie nationalen und internationalen Sportorganisationen.
Zusätzlich verteidigt der Verband auch die moralischen und materiellen Interessen des Belizischen Basketballs. Der Verband organisiert die Nationale Meisterschaft und ist für die Belizische Basketballnationalmannschaft und die Belizische Basketballnationalmannschaft der Damen verantwortlich.

## Infos zum Verband
| Kriterium               | Fakten       |
| ----------------------- | ------------ |
| Abkürzung               | BBF          |
| Gründungsjahr           | 1973         |
| FIBA-Mitglied           | Ja           |
| Jahr des FIBA-Beitritts | 1973         |
| Kontinental Verband     | FIBA-Amerika |
| Sitz des Verbandes      | Belize City  |
| Präsident               | Jacob Leslie |
| Generalsekretär         | Raúl Rosado  |
| Höchste Liga            |              |
| Sonstiges               |              |